# Large Zenith Telescope
Il Large Zenith Telescope (LZT) è un telescopio realizzato vicino a Vancouver in Canada, frutto di una collaborazione fra astronomi francesi e canadesi.

## Caratteristiche tecniche
Il Large Zenith Telescope è un telescopio molto particolare, a specchio liquido: lo specchio, con un diametro di 6 metri, è realizzato interamente con il mercurio e può essere direzionato solamente verso l'alto per impedire la fuoruscita del liquido. Si tratta certamente di una soluzione molto particolare ma la sua validità è giustificata, in parte, dal bassissimo costo realizzativo, pari a 500 000 dollari.

### Principi di funzionamento
Un liquido in rotazione assume naturalmente la forma di una parabola (anzi più precisamente di un paraboloide), mentre il vetro (utilizzato per gli specchi dei telescopi tradizionali) richiede una lavorazione costosa e supporti adeguati anche solo per approssimarla.
A partire dagli anni ottanta, gli astronomi hanno costruito numerosi telescopi estremamente economici usando il mercurio, l'elemento più riflettente che si conosca; il più grande di questi è appunto il Large Zenith Telescope. L'LZT contiene 28 litri di mercurio in un grande contenitore che ruota ogni 8,5 secondi. Dato che un tradizionale cuscinetto meccanico avrebbe avuto un movimento troppo irregolare e non esistono cuscinetti ad aria di simili dimensioni disponibili in commercio, il gruppo ha dovuto progettare i propri. Ciò nonostante, l'osservatorio sarebbe costato centinaia di volte di più se avesse avuto uno specchio di vetro.
Il fatto di poter puntare solo verso l'alto può sembrare una grave limitazione. Ma è una configurazione del tutto adeguata per studiare campioni rappresentativi di stelle, galassie e anche la "spazzatura spaziale" in orbita attorno alla Terra. Sincronizzando la velocità di uscita del CCD con la velocità di rotazione della Terra, il telescopio può inseguire elettronicamente gli oggetti mentre si muovono attraverso il campo visuale. Poiché il mercurio si ossida a contatto con l'aria, intrappolando parzialmente i vapori velenosi, non è possibile avvicinarsi allo specchio durante il funzionamento e l'edificio è sigillato per contenere eventuali perdite.